# 鉄道敷設法別表第135号
鉄道敷設法別表第135号は、1922年（大正11年）4月11日に公布・施行された「鉄道敷設法」（大正11年法律第37号）別表に定められていた条文の一つ。

## 原文
- 石狩国札幌ヨリ石狩ヲ経テ天塩国増毛ニ至ル鉄道

## 現在の地名・地区名での表記
- 北海道札幌市札幌地区より北海道石狩市石狩地区（以上、石狩支庁管内）を経て北海道増毛郡増毛町増毛地区（留萌支庁管内）に至る鉄道

## 開業区間
- 全区間未開業

## 未開業区間
- 札幌 - 石狩 - 増毛間